# Кузьминці (Обухівський район)

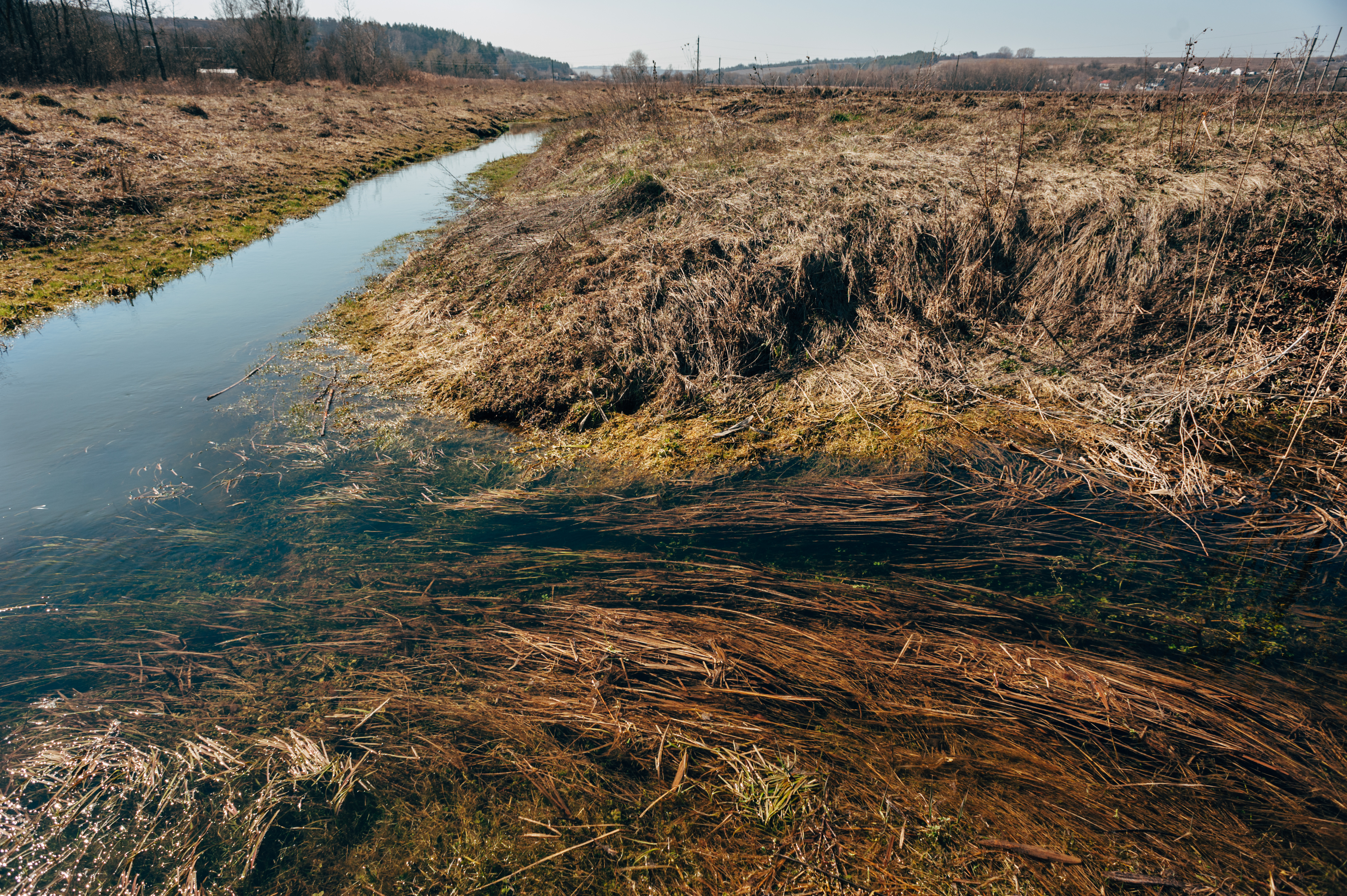
Місце впадання річки Руда в річку Леглич

Ку́зьминці — село в Україні, у Обухівському районі Київської області. Населення становить 338 осіб. На території села знаходиться завод будівельної кераміки "Кератерм", агрохолдинг "Dan-Farm Ukraine". В межах села знаходиться гирло річки Леглич і гирло річки Руда.

## Історія
Село було утворенно у 1709 році. Сприятливі умови для ведення господарства, близькі водні ресурси і величезні поклади глини в околицях села обумовили його умовний розквіт, на території села було три школи, цегляний та винокурний заводи, а також постоялий двір.
Наразі у селі досі функціонує цегляний завод [Архівовано 6 березня 2021 у Wayback Machine.], який надає багато робочих місць місцевим жителям і мешканцям околишніх сіл.

## Населення

### Мова
Розподіл населення за рідною мовою за даними перепису 2001 року:
| Мова       | Кількість | Відсоток |
| ---------- | --------- | -------- |
| українська | 405       | 98.54%   |
| російська  | 6         | 1.46%    |
| Усього     | 411       | 100%     |

## Інфраструктура
На території сіл знаходиться: дитячий садок "Панікарчанський віночок", Відділення "Укрпошти", фельдшерський пункт, церква. Також на території села знаходиться Кузьминецька загальноосвітня школа І-ІІ ступенів із спортмайданчиком на її території.
Через село також проходить автомагістраль регіонального значення Р-32.

## Виробництва
На території села Кузьминці знаходиться цегляний завод "Кератерм" [Архівовано 6 березня 2021 у Wayback Machine.], а на території об'єднаного із Кузьминцями, села Панікарча філіал аграрного підприємства "Dan-Farm Ukraine" [Архівовано 27 вересня 2020 у Wayback Machine.].

## Демографія
Станом на 1885 рік у колишньому власницькому селі Веселикоприцьківської волості Канівського повіту Київської губернії мешкало 544 особи, налічувалось 80 дворових господарств, існували школа, постоялий будинок, винокурний завод.
За переписом 1897 року кількість мешканців зросла до 777 осіб (375 чоловічої статі та 402 — жіночої, з яких 775 — православної віри.
За переписом населення в 2014 році в селі мешкають 338 людей (159 чоловічої статі та 179 — жіночої статі).

## Екологічні проблеми
- Влітку село часто зазнає нестачі питної води. Особливо, ситуація була помітна після безсніжної зими 2020-го року.
- Річки Руда і Леглич під час посушливих сезонів повністю пересихають, через що, популяція риби в них мізерна.
- Якість питної води по усій території села Кузьминці часто не відповідає нормам і має підвищенний вміст заліза і сірководню, вживати варто з обережністю.
- Слабкий контроль фермерських господарств призводить до розорення родючих гумосових ґрунтів і зменшення кількості пасовищ для худоби. Також, часте використання хімікатів і забір води для поливу полів наносять шкоду річкам в селі.

## Постаті
- Путаненко Василь Миколайович (1976—2015) — сержант Збройних сил України, учасник російсько-української війни.